# Сорока колючохвоста
Соро́ка колючохвоста (Temnurus temnurus) —  вид горобцеподібних птахів родини воронових (Corvidae). Мешкає в Південно-Східній Азії. Це єдиний представник монотипового роду Колючохвоста сорока (Temnurus).

## Опис

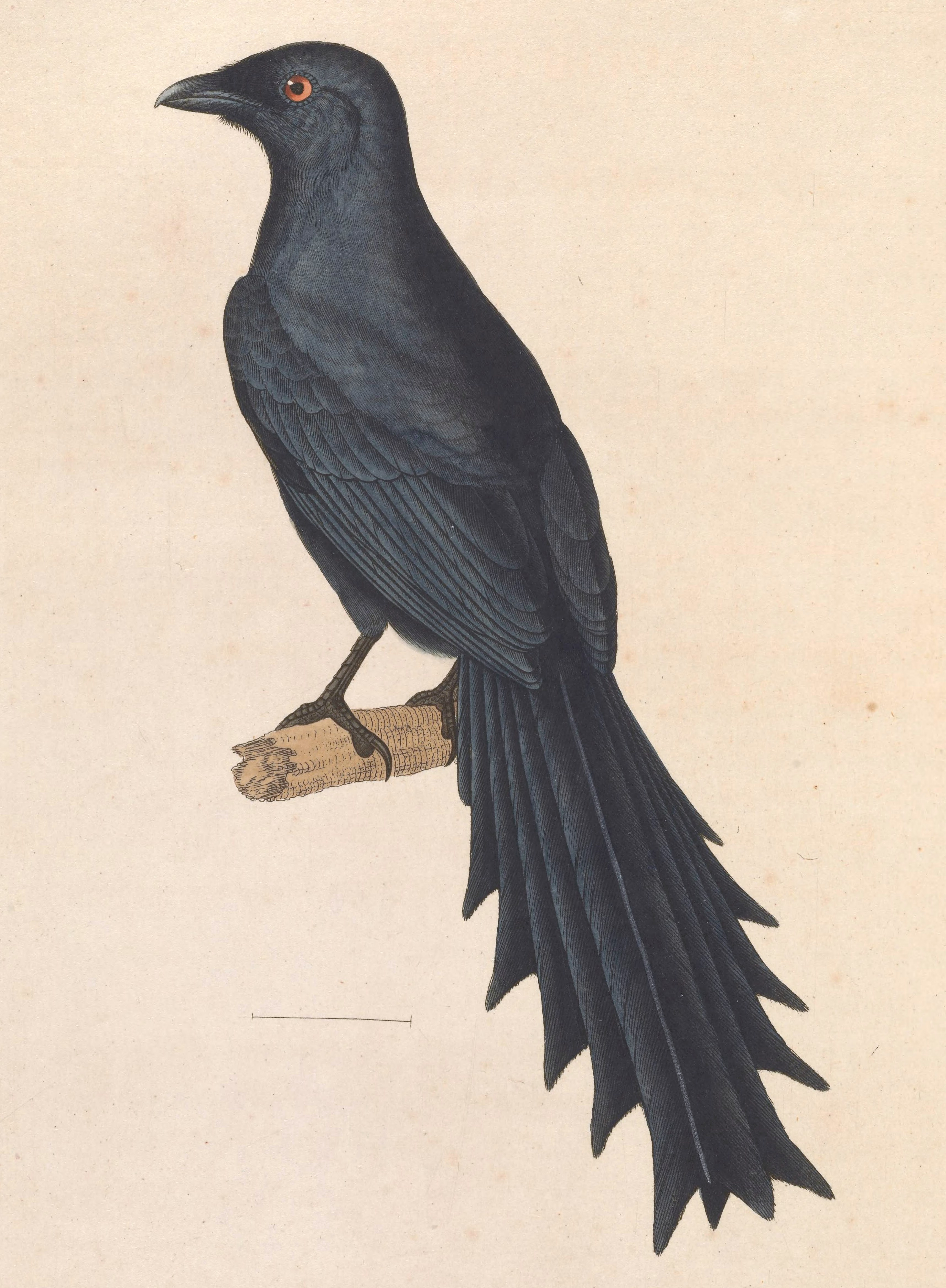
Колючохвоста сорока

Довжина птаха становить 32-35 см, враховуючи довгий хвіст, вага 138 г. Довжина крила становить 13,8–14 см, довжина хвоста 16-18 см, довжина цівки 27-28 см, довжина дзьоба 30-31 мм. Забарвлення повністю чорне. Стернові пера виступають з боків хвоста, мають гострі кінчики. Очі темно-червонувато-карі. Дзьоб міцний, вигнутий, чорний, лапи чорні. Виду не притаманний статевий диморфізм.

## Поширення і екологія
Колючохвості сороки мешкають в північному і центральному В'єтнамі, східному Лаосі, на кордоні В'єтнаму і Камбоджі, в Національному парку Каенг Крачан на півдні Таїланду і в сусідніх районах М'янми, а також на острові Хайнань. Вони живуть у вологих тропічних лісах і бамбукових заростях, на висоті до 1500 м над рівнем моря. Живляться безхребетними і дрібними хребетними, можливо, також плодами. Колючохвості сороки є моногамними птахами, утворюють тривалі пари. Сезон розмноження триває з квітня по червень. Гніздо чашоподібне, робиться з гілочок і корінців. Гніздо будує і самиці, і самці, насиджують лише самиці. За пташенятами доглядають і самиці, і самці.